# Partido Laborista (República de China)
El Partido Laborista es un partido político de izquierda en la República de China, fundado el 29 de marzo de 1989 por un sindicato en huelga en Xinpu, condado de Hsinchu. Es parte del movimiento laboral más amplio en Taiwán y aboga por reformas laborales y la redistribución de los recursos sociales. El partido también apoya la unificación de Taiwán con China continental, con un alto nivel de autonomía reservado para Taiwán bajo el principio de "un país, dos sistemas".
Los miembros del partido a menudo ayudan a sindicalizar a los trabajadores y realizan protestas regularmente contra las políticas laborales del gobierno, así como contra el imperialismo percibido de Estados Unidos y Japón. Las manifestaciones laborales notables que el Partido Laborista ayudó a organizar incluyen las protestas de Yao Wen y la huelga de Xingda de 2004, y la disputa laboral contra TSMC en 2009.

## Historia
El Partido Laborista fue fundado el 29 de marzo de 1989 por trabajadores sindicalizados de la Far East Synthetic Fiber Company en Xinpu, condado de Hsinchu. El sindicato había estado protestando por los despidos masivos de la empresa y la negativa a aumentar los salarios de los trabajadores; Las protestas culminaron en huelga un mes después. Al establecer el partido, la dirección sindical consideró adoptar el nombre de "Partido Comunista de Taiwán", pero decidió no hacerlo debido al anticomunismo generalizado en Taiwán en ese momento.
En los años posteriores a su fundación, el Partido Laborista creció en tamaño e influencia, y su membresía consistía principalmente en ex prisioneros políticos del Terror Blanco, organizadores del movimiento obrero y la clase trabajadora. El partido, sin embargo, no tuvo éxito electoral hasta las elecciones locales de 2009, cuando el candidato del Partido Laborista Kao Wei-kai fue elegido miembro del consejo del condado de Hsinchu. Después de que Kao fuera elegido, la mayor parte de su salario mensual (NT$80.000) se devolvió al tesoro del partido para financiar futuras actividades políticas.
En las elecciones locales de 2018, Kao fue reelegido para el consejo del condado de Hsinchu, junto con el veterano del Partido Laborista Luo Mei-wen. El partido obtuvo un total de dos escaños en el consejo del condado, en representación de los municipios de Hukou y Xinpu.

## Ideología
El Partido Laborista es un partido socialista que se considera el sucesor ideológico del Partido Comunista de Taiwán. El partido se opone al sistema electoral en Taiwán, calificándolo de democracia burguesa, pero de todos modos participa en las elecciones.
El Partido Laborista se opone a la independencia de Taiwán y apoya la unificación de Taiwán con China continental.